# فرد تومسن
فرد تومسن (بالإنجليزية: Fred Thomsen)‏ هو لاعب كرة قدم أمريكية أمريكي، ولد في 25 أبريل 1897، وتوفي في 7 يناير 1986.

## وصلات خارجية
- فرد تومسن على موقع مرجع كرة القدم المحترفة.كوم (الإنجليزية)